# Реджо-Емілія (шаховий турнір)
Реджо-Емілія - міжнародний щорічний шаховий турнір, який проводився в Реджо-Емілія, Італія. Італійською мовою турнір називається Torneo di Capodanno (новорічний турнір), оскільки він починався відразу після Різдва і закінчувався в день Богоявлення (6 січня). Його заснував як щорічний захід у 1958 році гросмейстер Енріко Паолі.
У 1982/83 турнір привернув нових спонсорів, а до 1990-х набув великого міжнародного авторитету, пік якого припадає на 1991/92 роки. Це був перший в історії турнір категорії 18. Перемогу в ньому здобув 22-річний Вішванатан Ананд, який випередив Гаррі Каспарова, Анатолій Карпова і Василя Іванчука.
Це був найстаріший і найвідоміший шаховий турнір в Італії. Зазвичай у цьому круговому турнірі брали участь від 10 до 16 гравців. Оголошений 55-й турнір скасували через економічні причини.

## Переможці
| #  | Рік     | Переможець                 |
| -- | ------- | -------------------------- |
|    | 1947    | Естебан Каналь (PER)       |
| -  | 1951    | Моше Черняк (ISR)          |
| 1  | 1958-59 | Отто Марталер (SUI)        |
| 2  | 1959-60 | Цвето Трампуз (YUG)        |
| 3  | 1960-61 | Дей Петер (HUN)            |
| 4  | 1961-62 | Альберто Джустолізі (ITA)  |
| 5  | 1962-63 | Форінтош Дьожьо (HUN)      |
| 6  | 1963-64 | Рудольф Тешнер (GER)       |
| 7  | 1964-65 | Маріо Берток (YUG)         |
| 8  | 1965-66 | Бруно Парма (YUG)          |
| 9  | 1966-67 | Віктор Чокилтя (ROM)       |
| 10 | 1967-68 | Мілан Матулович (YUG)      |
| 11 | 1968-69 | Ладіслав Міста (CZE)       |
| 12 | 1969-70 | Серджіо Маріотті (ITA)     |
| 13 | 1970-71 | Бруно Парма (YUG)          |
| 14 | 1971-72 | Ендрю Солтіс (USA)         |
| 15 | 1972-73 | Лендьєл Левенте (HUN)      |
| 16 | 1973-74 | Любен Попов (BUL)          |
| 17 | 1974-75 | Орестес Родрігес (PER)     |
| 18 | 1975-76 | Людек Пахман (GER)         |
| 19 | 1976-77 | Геннадій Кузьмін (RUS)     |
| 20 | 1977-78 | Ласло М. Ковач (HUN)       |
| 21 | 1978-79 | Ральф Гесс (GER)           |
| 22 | 1979-80 | Олександр Кочієв (RUS)     |
| 23 | 1980-81 | Нільс Ренман (SWE)         |
| 24 | 1981-82 | Арне Дуер (AUT)            |
| 25 | 1982-83 | Нона Гапріндашвілі (URS)   |
| 26 | 1983-84 | Карел Мокрий (TCH)         |
| 27 | 1984-85 | Лайош Портіш (HUN)         |
| 28 | 1985-86 | Ульф Андерссон (SWE)       |
| 29 | 1986-87 | Ріблі Золтан (HUN)         |
| 30 | 1987-88 | Володимир Тукмаков (URS)   |
| 31 | 1988-89 | Михайло Гуревич (URS)      |
| 32 | 1989-90 | Ельвест Яан Юханович (URS) |
| 33 | 1990-91 | Анатолій Карпов (URS)      |
| 34 | 1991-92 | Вішванатан Ананд (IND)     |
| 35 | 1992-93 | Рафаель Ваганян (ARM)      |
| 36 | 1993-94 | Лайош Портіш (HUN)         |
| 37 | 1994-95 | Рафаель Ваганян (ARM)      |
| 38 | 1995-96 | Юрій Разуваєв (RUS)        |
| 39 | 1996-97 | Михайло Красенков (POL)    |
| 40 | 1997-98 | Дмитро Комаров (UKR)       |
| 41 | 1998-99 | Євген Соложенкін (RUS)     |
| 42 | 1999-00 | Леонід Юдасін (ISR)        |
| 43 | 2000-01 | Олег Романишин (UKR)       |
| 44 | 2001-02 | Володимир Георгієв (BUL)   |
| 45 | 2002-03 | Жан-Люк Шабанон (FRA)      |
| 46 | 2003-04 | Ігор Міладинович (GRE)     |
| 47 | 2004-05 | Александер Делчев (BUL)    |
| 48 | 2005-06 | Костянтин Ланда (RUS)      |
| 49 | 2006-07 | Віорел Йордаческу (MDA)    |
| 50 | 2007-08 | Золтан Алмаші (HUN)        |
| 51 | 2008-09 | Ні Хуа (CHN)               |
| 52 | 2009-10 | Гата Камський (USA)        |
| 53 | 2010-11 | Вугар Гашимов (AZE)[2]     |
| 54 | 2011-12 | Аніш Гірі (NED)            |